# Jelisaweta Dmitrijewna Lasarewa
Jelisaweta Dmitrijewna Lasarewa (russisch Елизавета Дмитриевна Лазарева; * 3. September 2002 in Rjasan) ist eine russische Fußballspielerin.

## Vereine
Die Stürmerin entstammt dem Nachwuchs des russischen Frauen-Erstligisten Rjasan WDW und debütierte dort am 4. Mai 2018 als 15-Jährige in der höchsten Spielklasse gegen den FK Jenissei Krasnojarsk (3:0). Achtzehn Tage später erzielte sie beim 4:0-Heimerfolg über den FC Zenit-Izhevsk auch ihren ersten Treffer. Am Ende der Spielzeit feierte sie mit der Mannschaft die nationale Meisterschaft und im folgenden Jahr absolvierte sie auch ihre ersten Partien in der UEFA Women’s Champions League. Zur Saison 2021 folgte dann der Wechsel zum Ligarivalen WFC Zenit St. Petersburg, wo sie ein Jahr später erneut Meister wurde.

## Nationalmannschaft
Im Oktober 2020 bestritt Lasarewa mit der russischen U-19-Auswahl ein EM-Qualifikationsturnier in Italien und erzielte dort in drei Partien drei Treffer. Am 16. Februar 2022 debütierte sie dann auch für die A-Nationalmannschaft beim Pinatar Cup 2022 gegen Ungarn und schoss beim 2:2-Unentschieden das zweite Tor der Russinnen. Drei Tage später erzielte sie im zweiten Gruppenspiel den Siegtreffer zum 1:0-Erfolg über Irland.

## Erfolge
- Russische Meisterin: 2018, 2022